# Boivre-la-Vallée
Boivre-la-Vallée község Franciaország Új-Aquitania régiójában, Vienne megyében. Új községként 2019. január 1-jén jött létre Lavausseau, Benassay, La Chapelle-Montreuil és Montreuil-Bonnin korábbi község egyesítésével. 
Az egyesüléskor az új község lélekszáma 3194 fő lett. Lakosainak száma 3041 fő (2022. január 1.).

## Népesség
| Lakosok száma | 3083 | 3072 | 3073 | 3079 | 3058 | 3041 |
|               | 2017 | 2018 | 2019 | 2020 | 2021 | 2022 |